# 財産及び請求権に関する問題の解決並びに経済協力に関する日本国と大韓民国との間の協定
財産及び請求権に関する問題の解決並びに経済協力に関する日本国と大韓民国との間の協定（ざいさんおよびせいきゅうけんにかんするもんだいのかいけつならびにけいざいきょうりょくにかんするにほんこくとだいかんみんこくとのあいだのきょうてい、朝: 대한민국과 일본국간의 재산 및 청구권에 관한 문제의 해결과 경제협력에 관한 협정、英: Agreement Between Japan and the Republic of Korea Concerning the Settlement of Problems in Regard to Property and Claims and Economic Cooperation）とは、1965年（昭和40年）に日本国と大韓民国との間の基本関係に関する条約（日韓基本条約）と同時に締結された付随協約のひとつ。日韓請求権並びに経済協力協定。日本国が大韓民国に対して無償3億ドル、有償2億ドルを供与することで、両国の請求権に関する問題が完全に解決されたという内容である。

## 概要

### 協定の主要骨格
この協定の主要骨格は、第1条、第2条、および、第3条にある。
第1条が日本から韓国に対して経済協力が行われるための手順規定、第2条が日韓両国間の請求権問題が「完全かつ最終的に解決されたこととなることを確認する」規定、第3条が日韓両国間で「この協定の解釈及び実施に関する両締約国の紛争」を解決するための手順規定となっている。
この協定に基づき日本は、韓国との正式国交開始と同時に、韓国に対し、10年間で合計5億米ドル（無償3億米ドル、有償2億米ドル）及び民間融資3億米ドルの経済協力支援を行うこととなった。当時の韓国は朝鮮戦争の後遺症に苦しみ、世界でも最貧国クラスであり、国家予算は3.5億米ドル程度（当時の換算レートで約1200億円）、対して日本は国家予算は一般会計だけでも3.7兆円であった。なお、例えば1958年に定まった日本のインドネシアに対する賠償額は無償2.2億ドルであった。もっとも当時は日本も外貨準備額が18億米ドルと外貨不足に苦しんでいたため、これらの賠償は"日本"の生産物及び"日本人"の役務であてることで解決が図られた（いわゆる"紐付き"）。また、この賠償金の使途の決定については日韓双方による合同委員会を作られたが、委員会は産業開発プロジェクトに対する支払いしか認めないという立場をとり、さらに、韓国側が自国政府に直接支払うことを求めたのに対し、結局、委員会は韓国政府にいったん賠償金を渡すことはせず、日本企業に直接支払うという形で処理することとした。当時の韓国は食糧不足に苦しみ、肥料等の輸入を望んでいたが、このために、例えば、実際には単なる肥料輸入も、商社等へ口銭程度を支払って日本企業から輸入するという形では済まずに、農業プロジェクトとして、技術指導料等をまた別に支払って入手するしかないという形となった。
とはいえ、この日本からの経済協力金8億ドルを原資とする投資により、国内のダムや高速道路を整備、肥料･繊維といった工場だけでなく甫項製鉄所、経済の大動脈となったソウループサン間の高速道路の建設にも活用、さらに米国からの無償援助18億7650万ドル（朝鮮戦争後の1954年から1970年終了時まで）と合わせ、折りからベトナム戦争によるアメリカからの8億から10億ドルともいわれる戦争特需と相俟って、「漢江の奇跡」を成し遂げた。

### 成立までの経緯
韓国における1961年クーデタによる軍事政権成立後、常にその正当性が問題視されるクーデタ後の新政権が経済面で成果を挙げることを重視、経済発展のための投資資金を獲得することを狙って、政権発足後まもない時期から、日本からの賠償金獲得に積極的であった。当時、日本が朝鮮銀行を通じて日本に持ち帰った地金・地銀、未償還となった国債・郵便貯金・年金、韓国人労務者の賃金、その他韓国系の在日資産や持去られた文化資産があった一方で、日本人が朝鮮半島に残した資産も多く、それらをどのように精算するかが問題となっていた。日本側はサンフランシスコ講和条約で米軍による韓国における日本資産の没収とその後の韓国への引渡を認めていたが、ある程度は日本側が朝鮮半島に残した資産も考慮されるべきだとの主張をとっていた。李承晩政権時代に既に日本に80億ドルの要求があったとの報道もあったが、これはどれほど具体的な要求であったかは判然としない。
日本側には、軍事クーデタ後の新政権の要求額はその賠償利用案から10億ドル超と見る向きもあったが、1961年頃には関係者らへの取材を通じて、8億ドル程度との見通しが出て来ている。これに対し、当初日本側は無償5千万ドル程度、他国への借款との兼ね合いであまり低利や長期償還は避けるというものであった。
韓国側では賠償と捉える考え方が強かったことに対し、日本の当時の与党の右派議員らには賠償という語を用いるのを嫌う者が多く、請求権交渉とされた。交渉は難航し、成立は1965年半ばとなる。結局、日本の国内政治的には、国会において椎名悦三郎外相によって新しい国の出発を祝うという意味で相当な経済協力をするものだと説明された。
賠償金としなかった代わりに、韓国が日本に対する一切の請求権を放棄することを協定で定めることとし、協定に付属する合意議事録で、協定で解決された請求権問題には、韓国側が提示した対日請求要綱の８項目すべてが含まれ、発効後これに関する一切の主張をなしえないことを表記した（参照： Wikisourceへの寄稿者ら『韓国の対日請求要綱』。ウィキソースより閲覧。）。一方で、交渉の初期には、日本側からの韓国側への個人補償をどうするかの提案があったものの、そのとき韓国側からは、個人補償にあてる分があるのであれば政府に払って欲しい、経済成長が達成できれば韓国政府から払えるようになるだろうと、やり取りがあったと伝えられるが、付属文書には、8項目の請求と異なり、この内容は条件なりの形で盛り込まれてはいない。この点が後に禍根として残る。
最終的に決まった内容は、無償供与3億ドル、有償2億ドル（低利3.5%、返済期間20年－7年据置後13年）、さらに民間からの有償融資3億ドル（民間といっても実施するのは事実上、日本政府100%出資の国際協力銀行ー当時は日本輸出入銀行ーである）、これらの供与を今後10年間で実施する（ただし、韓国側の要望で常に前倒し気味となった）というもので、総額や無償の額では、ほぼ韓国の比較的初期からの要求を満たすものとなった。

### 国際法上の理解
国際法上は、国家間の賠償金は、本来は国家どうしの（いわば国益の）損害の賠償を定めるものであり、国が個人の請求権を勝手に放棄できないとされる。また、この意味での賠償金は、損害が例えば1億円程度であっても、異論もあるものの懲罰的に例えば100億円であってもよいし、象徴的に1円あるいは無償として謝罪のみで済ませても差し支えないとされ、これらが拘束力を持つという法的確信を持たれて、国際法と言えるまでなっているかはどうかは別として、その実例は多数存在する。また、国が取った賠償金の中から、個人の損害を補償することもあるが、それはあくまでそれぞれの国の政策判断の問題だとされる。この意味での補償は、韓国でも一部なされている。この場合、補償されなかった個人の損害はなお存在し、本来その個人が直接に加害国から損害賠償あるいは損失補償を受けるべきもので、それが為されない場合、また別に、これはこれで本来は被害者個人の国籍国の外交保護権の対象となる。
この観点から、日本も当初はこの協定で個人の請求権は消滅しないと、当時の柳井条約局長は説明していた。また、その観点から、韓国資産を持っていた日本人からの個人の請求権を勝手に放棄したとして賠償等を請求する動きにたいしては、個人請求権は失われていないとして日本人に対する賠償を拒否していた。一説には、協定で政府が行使できなくなるのはあくまで外交保護権だと考え、やがて時効ないし除斥期間で個人の請求権も消滅するものと楽観していたとも言われる。しかし、個人レベルでは、はじめ日本で元徴用工らの日本徴用時の未払賃金の支払を求める訴訟が当時の使用企業に対して起こされ、国際的にも戦時犯罪に当初刑事やがて民事でも時効を認めない傾向が強まる中、情勢を見て下級審段階では企業側も和解に応じる例も現れた。さらに日本企業の韓国進出の拡大により現地韓国で訴訟が起こされるようにもなっていった。その結果、2000年代に入って政府側の説明も、個人の請求権は消滅しないとしながらも事実上（裁判所を含めた）国などの機関に頼って行使できない権利だとの説明されるようになった。
以上を日本政府側の説明がスライドしていったと見るか、補充的な説明が行われたと見るか、また、それが国際法的に通る説明であるか、ここでは俄かに断定しがたい。
なお、韓国側がゴールポストをずらしているという主張がなされることがあるが、これらの訴訟はあくまで被害を受けた個人ないしそれを支援する民間団体がそれぞれの経緯に応じて現行法上使用できそうな法的根拠を捜し、私的に民事訴訟として行っているもので、韓国政府が日本側に賠償を求めているわけではない。また、徴用工裁判と呼ばれるものの、2018年韓国の大法院判決で賠償が認められた者の中に1944年の徴用令の朝鮮半島適用後の正式な意味での徴用工はいない、募集等に応じた労働者のみだとする主張もある。が、徴用工裁判という言葉はあくまで俗称で、まさに1944年の朝鮮における徴用令適用以降の徴用工は、当時は日本人も同じように徴用された合法的なものであり、不法行為では法的根拠付けが難しいため、この裁判の中にはいない。韓国でこの裁判を起こした者は、それ以前の斡旋工・募集工と呼ばれる者で、募集当時に彼らに対して行われた騙し・脅迫等の不法行為責任・使用者責任等を問う形でそもそも裁判を起こしており、これらの法理は日本にも同様に存在する。

### 韓国による日韓条約に基づいた自己補償
2005年1月、当時の盧武鉉政府は混乱を防ぐという意味で、首相・長官ら政府要人と各界の専門家たちを網羅した「韓日会談文書公開の後続対策関連官民共同委員会」を発足させた。
争点の1つは「国家間の交渉で個人の請求権が消滅するか」だった。共同委「白書」を見ると、文大統領は共同委会議で「個人の参加や委任がない状態で、国家間の協定において、個人の請求権をどのような法理で消滅させるのか検討が必要だ」という意見を出した。官民共同委の結論は、「1965年の協定締結当時における諸般の状況を考慮すると、国家がどのような場合であっても個人の権利を消滅させることはできないという主張をするのは難しい」、「政府が日本に再度法的な被害補償を要求することは信義則の上で問題がある」と述べ、個人の請求権は無くせないと主張することは難しい、韓国人にあったとしても、1965年の協定に日韓相互放棄したことによって再度補償要求になる日本への請求権行使は難しく、韓国人個人の請求権は韓国政府に対してになる、という趣旨だった。そのため、盧武鉉政権は、2007年に特別法で追加補償の手続きに着手し、2015年までに徴用受けた7万2631人に6184億ウォンが支払われた。これで発表で、徴用問題は終わったという認識が韓国でも固まった。韓国政府も請求権協定で終了したものという立場を維持し、以降の裁判所も関連の訴訟で同じ趣旨の判決を下した。2009年8月14日、ソウル行政裁判所でも、大韓民国外交通商部が裁判所に提出した1965年当時の書面に「日本に動員された被害者（未払い賃金）供託金は請求権協定を通じ、日本から無償で受け取った3億ドルに含まれているとみるべきで、日本政府に請求権を行使するのは難しい」と記述されていることを明らかにした。韓国政府は、日韓基本条約締結時からこの付随協定の内容を韓国民に伏せており、韓国政府の公式見解が明らかにされたのはこの時が初めてである。1965年当時の韓国政府は日韓請求権協定の中に朝鮮半島出身労働者の不払い賃金の対価も含まれていると判断していたからである。
但し、官民共同委は、「交渉過程において韓日両国がサンフランシスコ協定により法的根拠のある権利だけを議論することを明確にしたこと、不法行為について全く議論がなかったこと等を勘案すると、不法行為は請求権協定の物的範囲に含まれない。 したがって、軍慰安婦、徴用の過程における暴力的行為などに関する被害者個人の不法行為賠償請求権は消滅しておらず、必要な場合、国家の外交保護権の行使も可能」と、軍慰安婦、徴用の過程における暴力的行為など不法行為に対する賠償請求権は請求権協定に含まれないと結論付けた（韓日国交正常化交渉文書公開など対策企画団活動白書p68）。
この、日韓請求権協定に対する韓国政府の見解が韓国民に初めて明らかになった2009年8月14日以降、韓国メディアは、朝鮮半島出身労働者は日韓両政府に補償および謝罪あるいはそのための日韓交渉を求めなければならないということが明らかになったと報道している。実際、各種原告団が結成され、集団提訴が行なわれ、韓国司法府から日本企業の資産差し押さえ等の判決が下され、韓国行政府は、三権分立を尊重せざるを得ない以上、韓国行政府は韓国司法府の判決を尊重せざるを得ないと表明するという展開になっている。
条約締結以前の1946年、日本国行政府は日本企業に対して朝鮮人に対する未払い額を供託所に供託するよう指示を行っている。2009年8月現在、日本に供託形態で保管されたままとなっている韓国・朝鮮人への不払い賃金額は、強制動員労務者2億1500万円、軍人・軍属9100万円などで総額3億600万円となっている。これらの事実は韓国メディアにより広く知られている。
また、2010年3月15日、李明博政権下において韓国行政府は、慰安婦、サハリン残留韓国人、韓国人原爆被害者については日韓請求権協定の対象外であるとした上で、慰安婦問題に関しては「今も日本政府の法的責任に対し、引き続き追及している」としている。
こういう情勢変化に対して、日本国行政府は、2010年3月17日、「財産及び請求権に関する問題の解決並びに経済協力に関する日本国と大韓民国との間の協定により、両国間における請求権は、完全かつ最終的に解決されている」という見解を発表した。

### 韓国判事による両政府見解否定判決
2012年5月24日、韓国において第二次世界大戦の際に労働者として徴用された韓国人9名が三菱重工と新日本製鉄に対して損害賠償を請求した訴訟の上告審において、韓国大法院は『個人の請求権は消滅していない』との判断を下し原審に差し戻した（詳細は徴用工訴訟問題を参照）。
2013年8月06日、日本共産党の笠井亮議員により、小和田恒元外務省事務次官（本協定締結の1965年当時、外務省条約局法規課員）が、『対立する問題は可能なすべての外交交渉により解決すべき』という趣旨の文書『解説・日韓条約』をまとめていたことが判明している。この『解説・日韓条約』は、「何が『紛争』に当たるか」の問いに対して「ある問題について明らかに対立する見解を持するという事態が生じたとき」と明記しており、また、紛争の発生時期については「何らの制限も付されていない」とし、「今後、生じることのあるすべての紛争が対象になるべき」だと説明している。その上で、日韓間で紛争が生じた場合は、「まず外交上の経路を通じて解決するため、可能なすべての努力を試みなければならないことはいうまでもない」としている。
朝鮮日報は日韓関係を「戦後最悪」の状態にさせた問題は2005年8月に盧武鉉政府当時官民共同委員会が「1965年韓日請求権協定に反映された」と補償は韓国政府、さらに当時青瓦台民情首席だった文在寅大統領が政府委員として、首相だった現・共に民主党代表の李海チャンが委員長として参加して発表した事案である。2007年の盧武鉉政権の特別法で韓国政府による補償の手続きが開始し、2015年までに7万2631人に6184億ウォンが支払われていたため、文在寅政権の主張に矛盾があると批判している。

## 主な合意内容

### 第一条
日本国が大韓民国に経済協力（無償供与及び低利貸付け）する

### 第二条
両国は請求権問題が完全かつ最終的に解決されたこととなることを確認する

### 第三条
両国はこの協定の解釈及び実施に関する紛争は外交で解決し、解決しない場合は仲裁委員会の決定に服する